# Константин Феоктистов
Константин Петрович Феоктистов е съветски космонавт и инженер.
Феоктистов е служил в Червената армия по време на Втората световна война и замалко не е бил убит при залавянето му от Вермахта. Било му е наредено да стои на ръба на пропаст заедно с други затворници, докато отряд екзекутори се прицели. Куршумът само одрасква гърлото му и той успява по-късно да изпълзи от пропастта и да достигне съветските линии.
Завършил е московския държавен технически университет „Бауман“ и има диплома за инженер, а по-късно завършва доктората си по физика. Работил е по ранните съветски космически програми Спутник, Восток, Восход и по космически кораб Союз под ръководството на Сергей Корольов. По това време Феоктисов работи и по проект за ионнозахранван космически кораб, за изпращане на хора до Марс.
През 1964 г. Константин е избран за кандидат космонавт, като част от група на инженери. Лети на полет Восход 1. Обучението му за следващи полети е прекъснато поради медицински причини.
Феоктистов продължава работата си като инженер на космическо оборудване и по-късно ръководи конструирането на космически станции Салют и Мир.